# Bernadotte

Das Wappen der Herrscherfamilie Bernadotte befindet sich auf dem Herzschild des großen Reichswappen Schwedens

Bernadotte ist der Name der seit 1818 regierenden Dynastie des Königreichs Schweden.

## Geschichte
Das ursprünglich bürgerliche Geschlecht stammt aus der Stadt Pau im Südwesten Frankreichs. Der Name Bernadotte ist dort seit dem 16. Jahrhundert nachweisbar. Neben der schwedischen Königsfamilie existieren noch zwei Zweige in Frankreich.

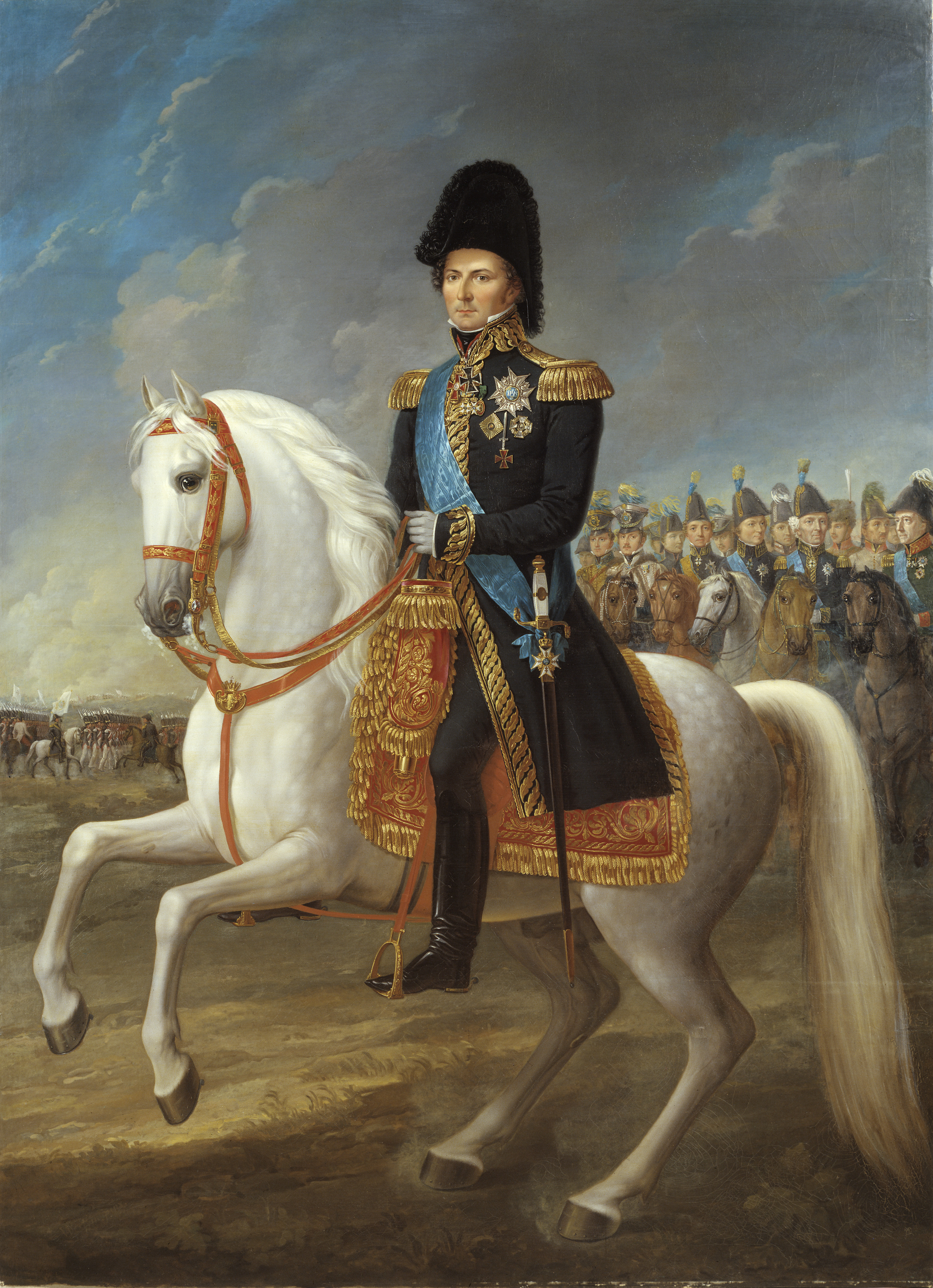
Der Dynastiegründer, Marschall Jean Bernadotte, König Karl XIV. Johann (1818–1844)

Jean-Baptiste Bernadotte stieg in der französischen Revolutionsarmee zum General auf und wurde 1799 kurzzeitig Kriegsminister des Direktoriums. Sein Weggefährte Napoleon Bonaparte ernannte ihn sogleich nach seiner Thronbesteigung als Kaiser der Franzosen 1804 zum Maréchal d’Empire und erhob ihn 1806 zum Fürsten von Pontecorvo.
Nachdem der schwedische König Gustav IV. Adolf aus dem Hause Holstein-Gottorp-Wasa 1809 zur Abdankung gezwungen worden war, weil er sich gegen Frankreich gestellt hatte und im Begriff war, auch einen Krieg gegen Russland zu führen, wurde nicht sein 10-jähriger Sohn Gustav von Wasa auf den Thron berufen, sondern sein Onkel Karl XIII. Dieser wiederum wurde vom Parlament gezwungen, Napoleons Freund Marschall Bernadotte zu adoptieren, den daraufhin der schwedische Reichstag 1810 zum Kronprinzen von Schweden wählte. Nach Karls Ableben im Jahr 1818 wurde Jean Bernadotte als Karl XIV. Johann zum König von Schweden gekrönt, wodurch die Familie Bernadotte die 1809 ins Exil gegangene Dynastie Holstein-Gottorp-Wasa auf dem Thron ablöste. Von 1818 bis 1905 regierte das Königshaus auch in Norwegen.
Die Residenzen und Wohnsitze der Familie Bernadotte in Schweden stammen zum größeren Teil von den Vorgängerdynastien. Die „zehn königlichen Schlösser Schwedens“ sind heute zumindest in Teilen mit ihren Parks zu besichtigen: das Stockholmer Schloss (Amtssitz des Königs), Schloss Drottningholm (Wohnsitz des Königspaars), Haga (Wohnsitz der Kronprinzessin), Gripsholm, Tullgarn, Strömsholm, Rosendal, Rosersberg, Ulriksdal und die private Sommervilla Solliden. Die Grablege der meisten Könige befindet sich in der Stockholmer Riddarholmskyrkan; Gustav VI. Adolf ließ sich 1973 jedoch auf dem Friedhof Haga im Hagapark bei Stockholm bestatten, wo zuvor nur die Agnaten (nicht-regierenden Prinzen und Prinzessinnen) ihre letzte Ruhe fanden. 
Der Reichstag änderte 1980 das Thronfolgegesetz und erweiterte die Erbfolge auf weibliche Nachkommen. Außerdem wurde die Thronfolge des Geschlechts Bernadotte auf die Nachfahren des derzeitigen Königs Carl XVI. Gustaf beschränkt.

Wappen des Gründers der Dynastie als napoleonischer Fürst von Pontecorvo
1811 vereinte Karl XIII. das Pontecorvo-Wappen seines Adoptivsohnes mit dem der ursprünglichen schwedischen Königsdynastie Wasa

## Titel der Könige und Prinzen
Bis 1973 trugen alle Schwedenkönige seit Gustav I. Wasa den Titel „König Schwedens, der Goten und Wenden“ (Sveriges, Götes och Vendes konung – Suecorum, Gothorum et Vandalorum Rex).
Das lateinische Vandalorum bedeutet zwar auch „der Vandalen“, aber hier bedeutet das dänische und schwedische Pendant Vendes „der Wenden“. Es war im dänischen mittelalterlichen Königstitel bis 1972 inkludiert und wurde von Gustav I. 1540 in Schweden eingeführt. Die anderen zwei Bestandteile des schwedischen Königstitels waren älter, Sveriges („Schwedens, von Schweden“) war allerdings eine Änderung anlässlich der Krönung Gustavs I. 1528, nachdem der Titel ursprünglich Svea Konung („König der Schweden“ bzw. genauer „[des Volks] der Svear“) gelautet hatte. Der jetzige Monarch Carl XVI. Gustaf wählte bei seiner Thronbesteigung den kürzeren Titel „König von Schweden“ (Sveriges konung).
Carl XVI. Gustaf heiratete 1976 eine Bürgerliche. Mit der Änderung des Thronfolgegesetzes 1980 wurde das Erfordernis der Ebenbürtigkeit für die Thronfolge abgeschafft, dessen früherer Wortlaut bei seinen Onkeln noch zum Ausschluss aus dem Königshaus sowie der Thronfolge geführt hatte. Vier Prinzen waren aufgrund bürgerlicher Eheschließungen ihrer Titel verlustig gegangen und auf ihren bürgerlichen Familiennamen Bernadotte beschränkt worden, wie ihn der französische Marschall vor seiner Wahl zum schwedischen Thronfolger geführt hatte. Später erhielten sie von ihrem Onkel Adolph, dem Großherzog von Luxemburg, den Titel Graf von Wisborg, den ihre Nachkommen bis heute tragen. Er spielt auf die Burgruine Visborg und damit auf die Insel Gotland an, da der erste von ihnen, Prinz Oscar (1859–1953), vor seinem Ausscheiden aus dem Königshaus Herzog von Gotland gewesen war. Ein weiterer, Lennart (1909–2004), zog auf die Insel Mainau im Bodensee, die er von seiner Großmutter, Königin Viktoria, einer gebürtigen badischen Prinzessin, geerbt hatte, sodass ein Familienzweig der Grafen Bernadotte von Wisborg heute in Deutschland lebt.
2019 entzog Carl XVI. Gustaf denjenigen Enkeln, die von seinen beiden jüngeren Kindern abstammen, die Anrede Königliche Hoheit, nicht aber den Titel Prinz bzw. Prinzessin. Die Kinder von Prinz Carl Philip und Prinzessin Madeleine sind dadurch künftig nicht mehr Angehörige des Königshauses, jedoch immer noch der königlichen Familie. Ihr eventueller Thronfolgeanspruch bleibt aber bestehen und sie dürfen auch die ihnen bereits verliehenen Herzogstitel weiter führen. Von den betroffenen Königsenkeln wird nicht mehr erwartet, dass sie dereinst in Vertretung des Königs öffentliche Aufgaben wahrnehmen, und sie können als Privatpersonen eine frei gewählte wirtschaftliche Tätigkeit betreiben oder eine Anstellung annehmen. Die Eltern, Carl Philip und Madeleine, unterstützten den Beschluss, der ihren Kindern Wahlfreiheit in der Lebensgestaltung einräumt. Eine vergleichbare Regelung war bereits zuvor im niederländischen Königshaus eingeführt worden; das dänische Königshaus zog 2022 mit einer radikaleren Lösung (Entzug des Titels „Prinz/Prinzessin“) nach.

## Persönlichkeiten

### Liste der Könige von Schweden und Norwegen aus dem Hause Bernadotte
Bei Unterschieden: Erst der schwedische, dann der norwegische Königsname
- Karl XIV. Johann, Karl III. Johann, (1818–1844) ⚭ Désirée Clary
- Oskar I. (1844–1859) ⚭ Josephine Beauharnais von Leuchtenberg
- Karl XV., Karl IV., (1859–1872) ⚭ Luise der Niederlande
- Oskar II. (in Schweden 1872–1907, in Norwegen 1872–1905) ⚭ Sophia von Nassau

### Liste der Könige von Schweden aus dem Hause Bernadotte
- Gustav V. (1907–1950) ⚭ Viktoria von Baden
- Gustav VI. Adolf (1950–1973) ⚭ (1) Margarethe von Großbritannien (1882–1920), ⚭ (2) Louise Mountbatten
- Carl XVI. Gustaf (seit 1973) ⚭ Silvia Sommerlath

### Weitere Persönlichkeiten aus dem schwedischen Königshaus

Familiäre Verbindungen mit den Königshäusern Skandinaviens und Großbritanniens

- Luise Josephine (1851–1926), ⚭ 1869 König Friedrich VIII. von Dänemark
- Franz Gustav (1827–1852), Herzog von Uppland
- Carl von Schweden (1861–1951), Herzog von Västergötland
- Eugen Napoleon von Schweden (1865–1947), Herzog von Närke, Kunstmaler
- Wilhelm von Schweden (1884–1965), Herzog von Södermanland
- Erik Gustaf (1889–1918), Herzog von Westermanland
- Märtha von Schweden (1901–1954), ⚭ 1929 König Olav V. von Norwegen
- Gustav Adolf Erbprinz von Schweden (1906–1947) ⚭ 1932 Sibylla von Sachsen-Coburg und Gotha, Eltern Carls XVI. Gustaf
- Astrid von Schweden (1905–1935), ⚭ 1926 König Leopold III. von Belgien
- Ingrid von Schweden (1910–2000), ⚭ 1935 König Friedrich IX. von Dänemark
- Bertil von Schweden (1912–1997)
- Birgitta von Schweden (1937–2024), Schwester Carls XVI. Gustaf
- Victoria von Schweden (* 1977); Kronprinzessin, Tochter Carls XVI. Gustaf
  - Estelle (* 2012); Tochter Victorias
  - Oscar (* 2016); Sohn Victorias
- Carl Philip von Schweden (* 1979); Sohn Carls XVI. Gustaf
- Madeleine von Schweden (* 1982); Tochter Carls XVI. Gustaf

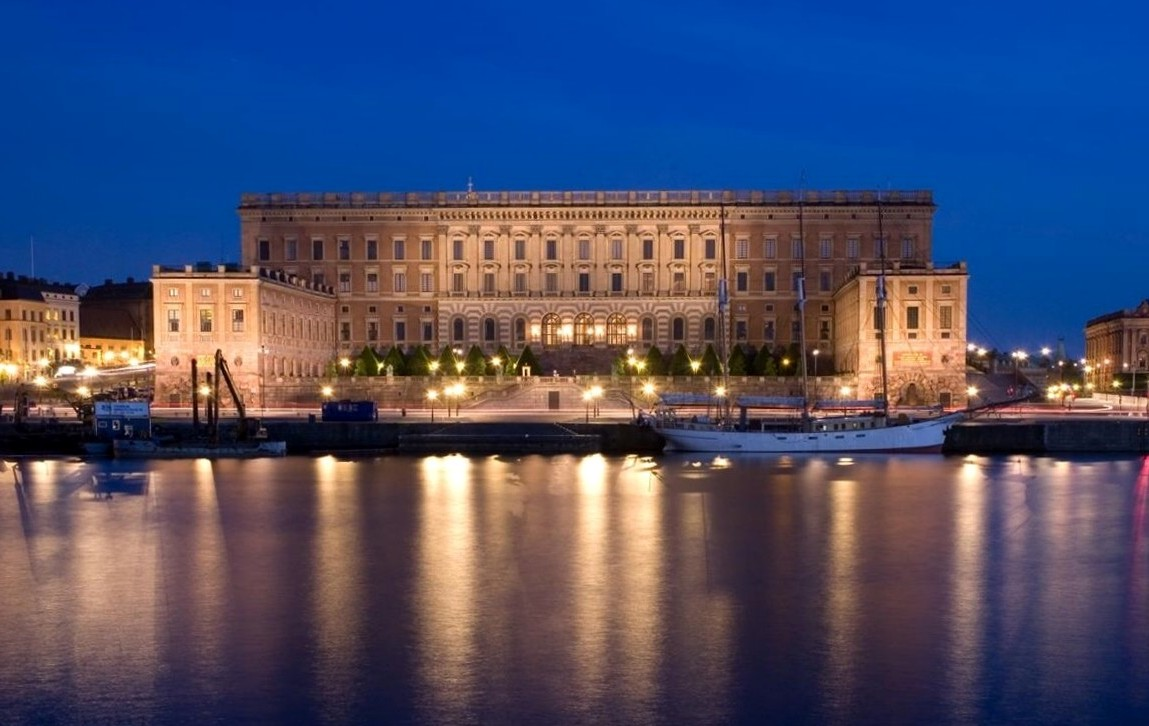
Stockholmer Schloss, Amtssitz des Königs
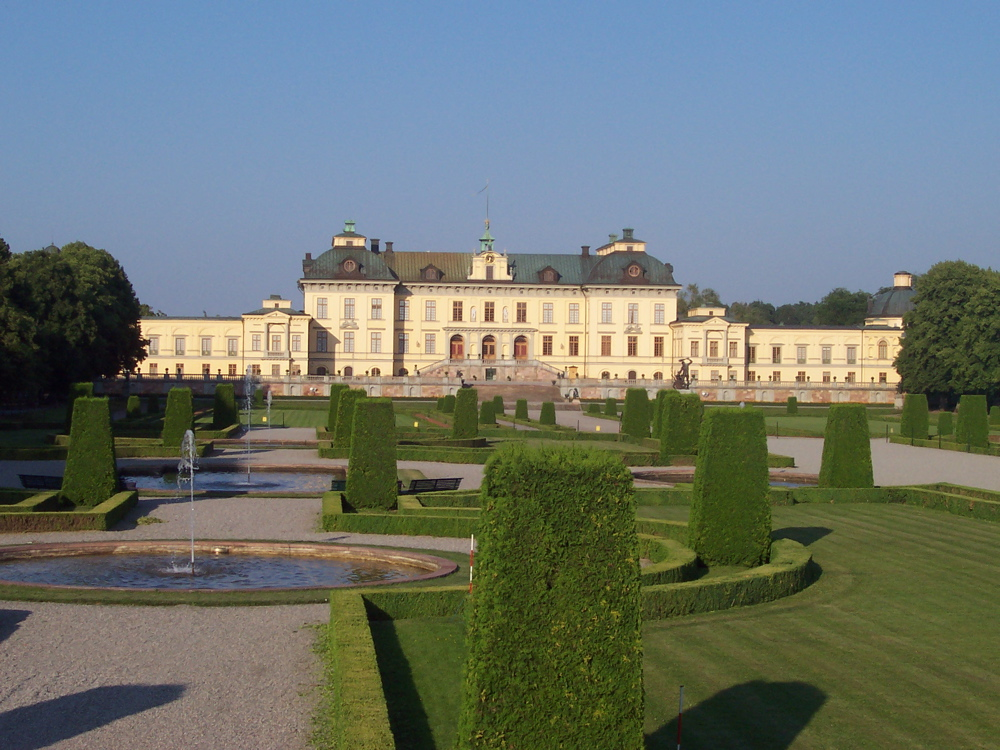
Schloss Drottningholm, Wohnsitz des Königs

### Grafen Bernadotte von Wisborg

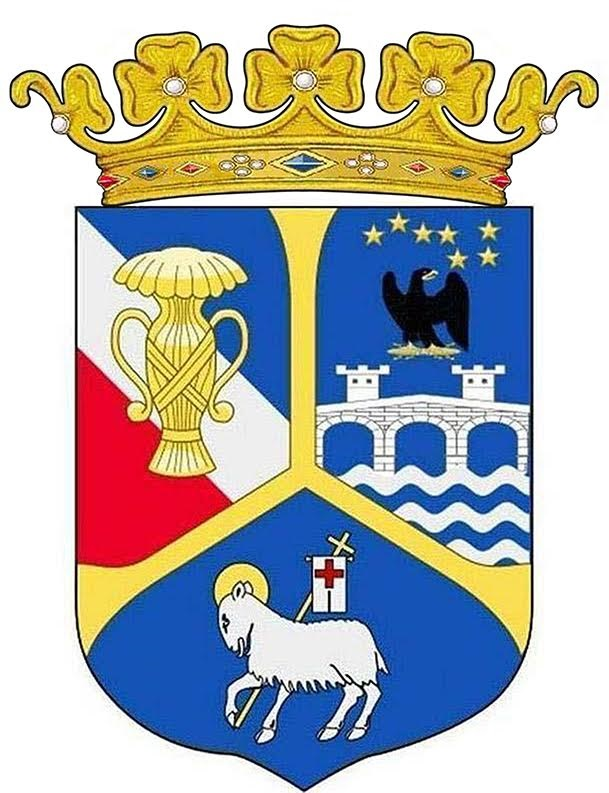
Luxemburgisches Wappen der vier Prinzen Bernadotte (Oscar, Sigvard, Carl Johan und Lennart), die auch die ersten Grafen von Wisborg waren

- Oskar Karl August Bernadotte (1859–1953), vormals Herzog von Gotland, Sohn Oskars II., ab 1892 Graf von Wisborg
  - Folke Bernadotte (1895–1948), Graf von Wisborg, Sohn von Oskar Karl August, Präsident des Schwedischen Roten Kreuzes, Vermittler der Vereinten Nationen in Palästina
- Sigvard Bernadotte (1907–2002), Graf von Wisborg, vormals Herzog von Uppland, Sohn Gustav VI. Adolfs, Designer, verheiratet mit Marianne (1924–2025), Schauspielerin
- Carl Johan Bernadotte (1916–2012), Graf von Wisborg, vormals Herzog von Dalarna, Sohn Gustav VI. Adolfs, verheiratet mit Gunnila (1923–2016)
- Lennart Bernadotte (1909–2004), Graf von Wisborg, vormals Herzog von Småland, Enkel Gustavs V., Begründer der Blumeninsel Mainau im Bodensee, verheiratet mit Sonja (1944–2008)
  - Bettina Bernadotte-Haug (* 1974), Geschäftsführerin der Mainau GmbH, welche die sogenannte „Blumeninsel“ Mainau im Bodensee verwaltet,
  - Björn Bernadotte (* 1975), Graf von Wisborg, ehrenamtlicher Geschäftsführer der Lennart-Bernadotte-Stiftung, in deren Besitz sich die Insel Mainau befindet,
  - Catherina Ruffing-Bernadotte (* 1977), Landschaftsarchitektin

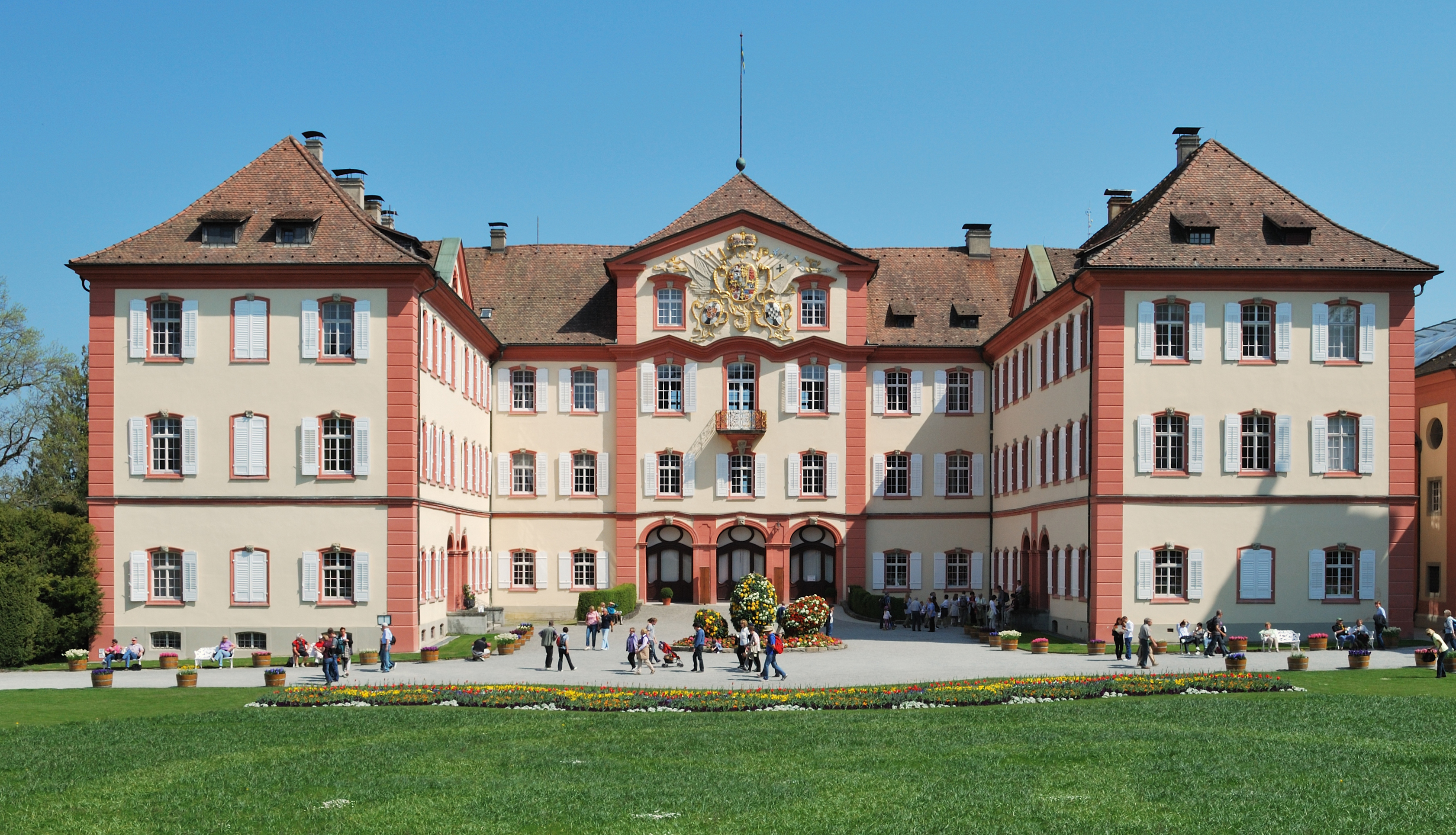
Schloss Mainau, Bodensee